# Wakaleo
Wakaleo és un gènere extint de marsupials diprotodonts de la família dels tilacoleònids que visqueren a Oceania des de l'Oligocè superior fins al Miocè superior, fa entre 7,1 i 27,3 milions d'anys. Se n'han trobat restes fòssils a Austràlia.